# Taxithelium herpetium
Taxithelium herpetium är en bladmossart som beskrevs av Brotherus 1908. Taxithelium herpetium ingår i släktet Taxithelium och familjen Sematophyllaceae. Inga underarter finns listade i Catalogue of Life.